# Digiunare, divorare
Digiunare, divorare è un romanzo della scrittrice indiana Anita Desai.
Il racconto si svolge nello spazio di tempo impiegato da un pacco, contenente tè spedito dall'India da Uma sorella maggiore, per giungere negli Stati Uniti ad Arun fratello minore. Distanti migliaia di chilometri i due fratelli vivono una esistenza completamente diversa. I due mondi si specchiano in un rovesciamento per molti aspetti solo apparente. Per Uma non c'è futuro, solo un presente che soffoca sotto tradizioni e rituali familiari mentre per Arun sull'altra sponda del mondo una vita in apparenza priva di regole ed obblighi. Dal mondo che li circonda, che in modo capriccioso li spinge alla rinuncia o all'eccesso, a digiunare o a divorare quindi, non vogliono altro che essere lasciati in pace. Uscendo dalla porta di servizio, senza alzare la voce, con silenziosa dignità.

## Edizioni
- Anita Desai, Digiunare, divorare, traduzione di Anna Nadotti, Einaudi, 2001,  p. 216, ISBN 88-06-15745-0.